# Jewel Staite
Jewel Belair Staite, född 2 juni 1982 i White Rock i British Columbia, är en kanadensisk skådespelare. Hon är mest känd för sin roll som Kaylee Frye i Firefly och den efterföljande filmen Serenity. Hon kan även ses som Dr. Jennifer Keller i Stargate Atlantis.